# Pan Lynx
Pan Lynx je český hudebně-výtvarný projekt Michala Skořepy (ex-Stroy) a jeho kresleného vnitřního zvířete Pana Lynxe. Jeho hudební styl by se dal nazvat jako „theatrical grunge“, kdy se v sobě snoubí vlivy devadesátkových stoner-rockových kytar s dekadentním klavírem, expresivním vokálem a etnickou hudbou.
Výtvarná složka projektu stojí na kresbách Michala Skořepy, vyobrazujících Pana Lynxe komiksovým způsobem ať už v podobě artworků k deskám, merchandisingu, nebo ruční animace ve videoklipech, kterých je Skořepa rovněž autorem scenáristicky i režijně. 

## Historie

### Začátky a debutová deska „Kdo se bojí, musí do lesa“ (2021-2024)
Poprvé o sobě dal projekt Pan Lynx vědět singlem a videoklipem „Výlety do temnoty“ (2021). Následoval videoklip k singlu „Cililynx“ (2023). Oba předznamenávaly debutovou desku.

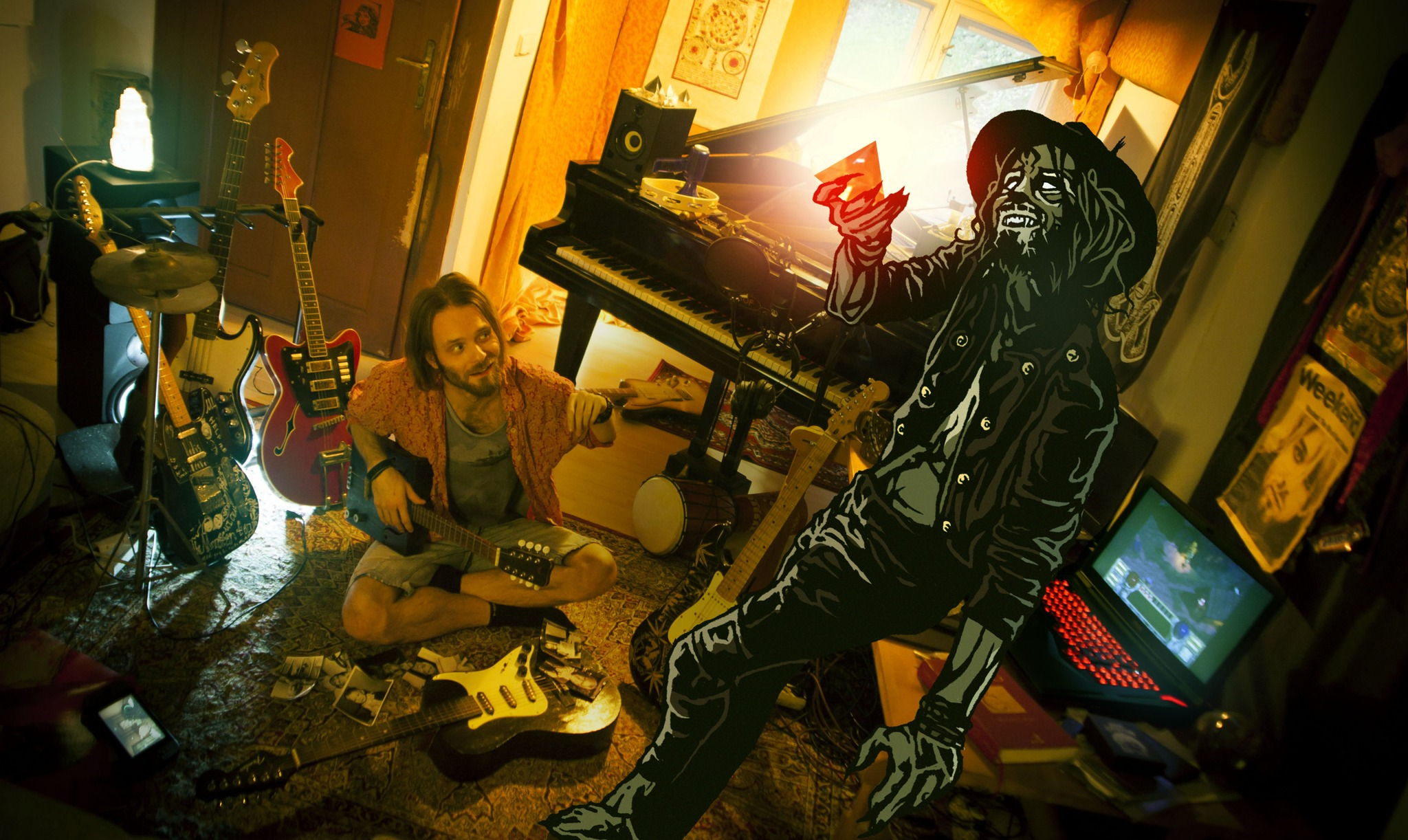
Michal Skořepa a Pan Lynx ve studiu 2021

Debutová deska Kdo se bojí, musí do lesa (2023) pojednává o tom, jak se Pan Lynx Michalovi poprvé zjevil, coby jeho vnitřní zvíře – rys, aby ho vtáhl do hlubin jeho vlastního pomyslného vnitřního lesa (nevědomí) a po konfrontaci s vlastní temnotou provedl ke světlu poznání a sebepřijetí. Na základě této inspirace vzniklo devět písní, v nichž hostují jména jako Michael Kocáb a Michal Pavlíček z kapely Pražský výběr, Matěj Homola a Honza Homola z kapely Wohnout nebo Štěpán Smetáček z kapel Wanastowi Vjecy a Lucie. Pod mix a mastering se podepsal Milan Cimfe ze studia SONO.

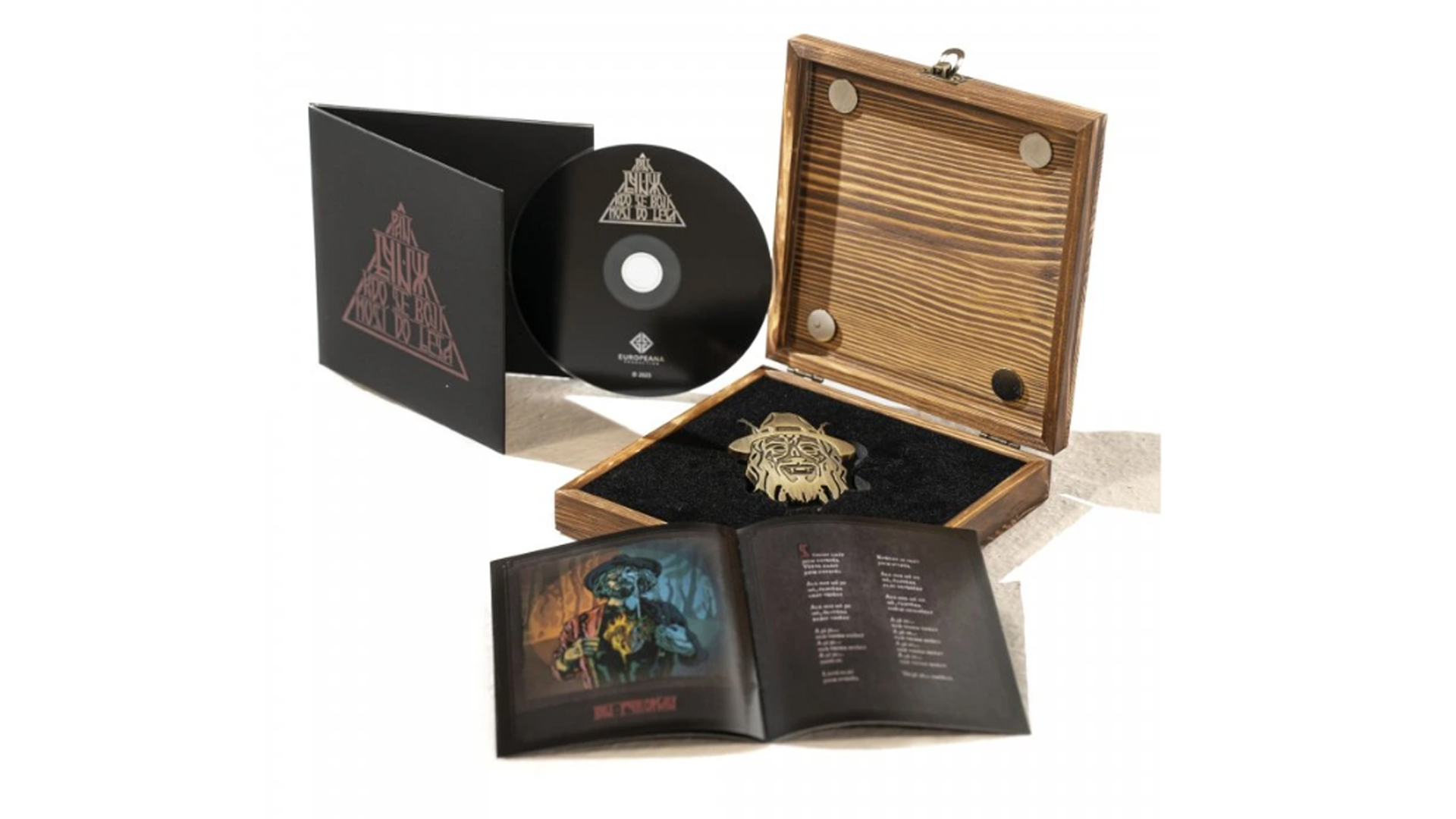
Album Kdo se bojí, musí do lesa - speciální edice

Deska vyšla pod hlavičkou Europeana Production a to ve speciální limitované edici, na kterou přispěli fanoušci na platformě Startovač částkou 250.000,- kč. Jedná se o dřevěnou reliéfně porytou krabičku obsahující kovový flash disk ve tvaru hlavy Pana Lynxe v černém sametu a magneticky přichycenou pošetku s CD a dvacetistránkovým bookletem s pastelkami kreslenými artworky ke každé písni. 

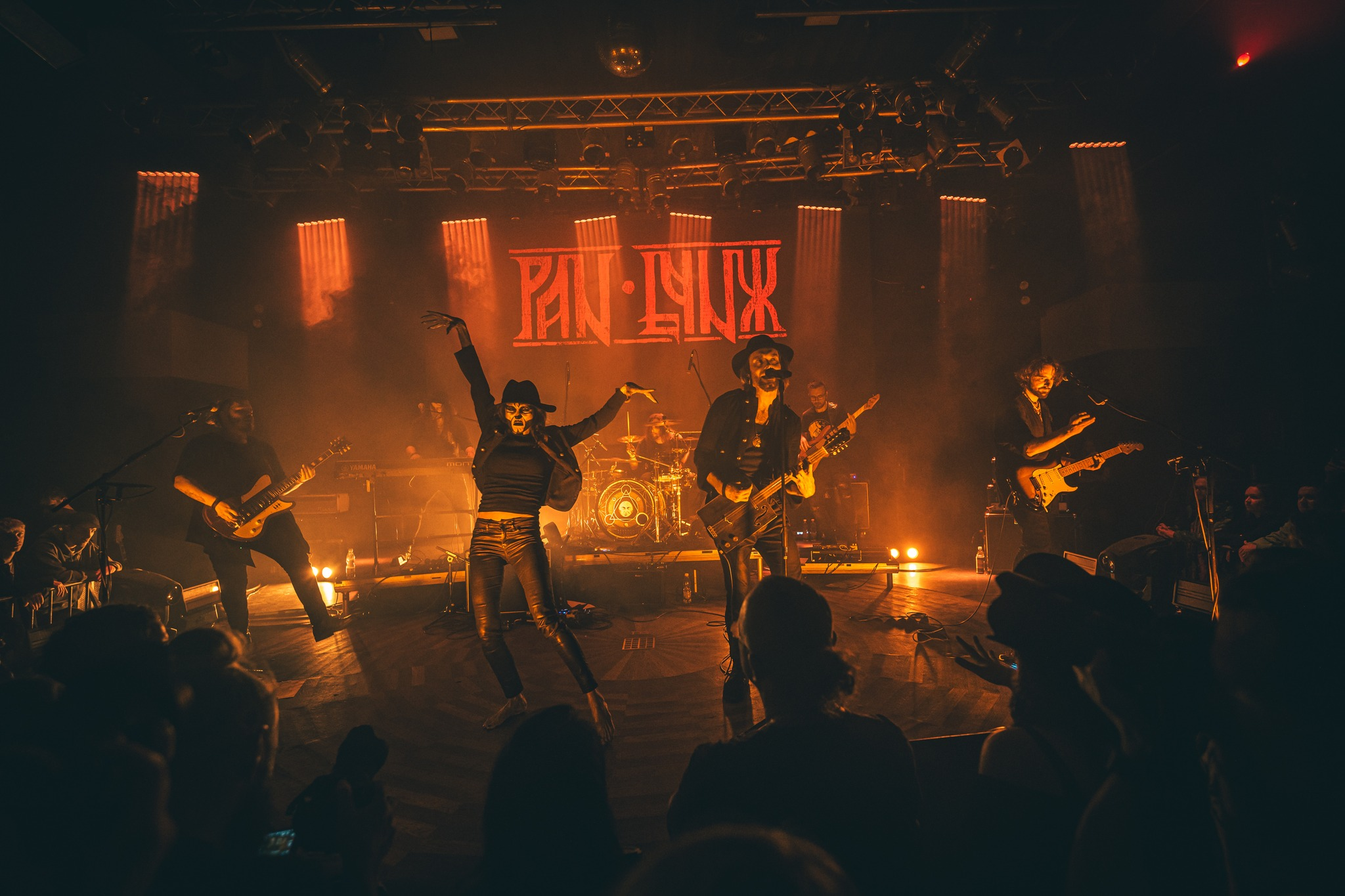
Pan Lynx v Lucerna Music Baru s tanečnicí Kateřinou Strykovou 2024

První koncert Pana Lynxe a zároveň křest desky se odehrál na podzim roku 2023 v pražském Paláci Akropolis pro pět set návštěvníků a jako hosté se ho zúčastnili Michael Kocáb, bratři Homolové z kapely Wohnout a Milan Cimfe. Pana Lynxe tam poprvé také doprovodila živá kapela ve složení: Jan Lichtenberg (kytara), Josh Root (kytara), Filip Vavřička (klávesy), Zdeněk Imramovský (basa), Luboš Samek (bicí). 
V následujícím roce 2024 byla debutová deska nominována na Cenách Anděl v kategorii Rock a na Cenách Žebřík a Cenách Břitva s ní Pan Lynx získal ocenění Objev roku. V recenzích se držela na předních příčkách a server Musicserver ji zařadil mezi nejlepší tuzemská alba roku. 
V témže roce také Pan Lynx vypustil do světa záznam první domácí live session svého Unplugged Tria, která přestavila hudbu Pana Lynxe v komornějším alternativním podání. Následně zaznělo trio poprvé v klubu Malostranská beseda. Koncert byl doplněn prodejní výstavou devíti artworků z desky Kdo se bojí, musí do lesa.
V létě roku 2024 vystoupil Pan Lynx na koncertech po celé republice včetně metalového Basinfirefestu. Na podzim následoval rovněž koncert v Lucerna Music Baru, tentokrát s Michaelem Kocábem i Michalem Pavlíčkem, jako hosty. Před Vánoci zahrálo Unplugged trio jako host Michala Prokopa pro vyprodané Forum Karlín. 

### (2025-?)

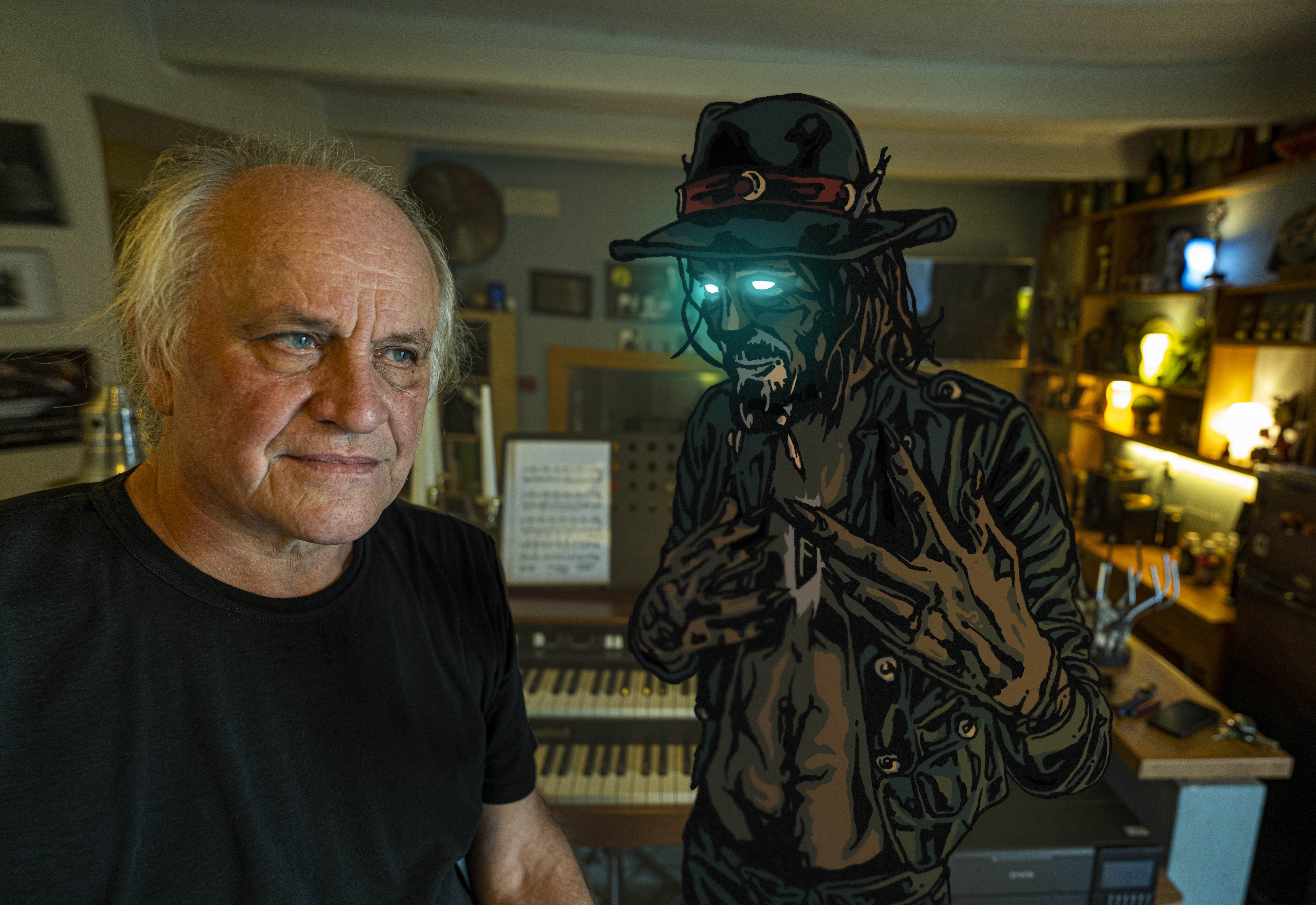
Michael Kocáb a Pan Lynx

Rok 2025 začal Pan Lynx vydáním videoklipu „Kdo se bojí, musí do lesa“, ve kterém účinkují Michael Kocáb a Michal Pavlíček. K videoklipu byl použit projektor, ruční animace a vznikal převážně u Michaela Kocába na zahradě. Jako kameraman v něm debutoval bubeník kapely Luboš Samek za asistence kytaristy Jana Lichtenberga, který se rovněž podílí na střihu většiny aftermovie z živých koncertů kapely.
V průbehu 2025 plánuje Pan Lynx koncert na jubilejním třicátém ročníku open-air festivalu Rock For People a na podzim chystá novou desku, ke které rovněž vznikne několik videoklipů a ke každé z písní vlastní artwork. Deska bude pevně navazovat na debutovou Kdo se bojí, musí do lesa, bude se jmenovat Odvrácená strana lesa a společně budou tvořit jednotný celek. 

## Hudební styl
Hudba Pana Lynxe stojí na třech hlavních elementech: Klasický klavír, grungeové kytary a expresivní, až muzikálový zpěv. Klasická a jazzová hudba, kterou Michal Skořepa studoval na konzervatoři v oboru klavír určila i podobu, ve které se objevuje klavír v hudbě Pana Lynxe. Nejvíce ho ovlivnil klavírista Keith Jarrett a jeho improvizované klavírní koncerty. Z klasiků je to hlavně Paul Hindemith, Sergej Prokofiev a Claude Debussy. Klavír silně kontrastuje s druhou složkou, kterou jsou kytary. Kytarově se hudba Pana Lynxe silně inspirovala devadesátými lety v Seattle, konkrétně kapelami, jako jsou Alice In Chains, Soundgarden a dalšími. Spojení těchto dvou elementů je možno naleznout v americké kapele Eleven Natashy Schneider a Alaina Johanesse, u kterého Skořepa v roce 2015 natočil se svojí kapelou Stroy album Like It Or Not. Pěvecky v sobě Pan Lynx odráží í vlivy muzikálové manýry inspirován Skořepovou zkušeností v rockové opeře Jesus Christ Superstar, kde ztvárnil obě hlavní role a rovněž operní expresivitou Freddieho Mercuryho z Queen, který byl pro něho rovněž, spolu s kapelou Alice In Chains, odvěkou inspirací k vrstvení vokálních harmonií, které jsou pro hudbu Pana Lynxe charakteristické. Další velkou inspirací pro teatrálně temnou a lehce nadnesenou hudbu Pana Lynxe je švédská kapela Ghost. 

## Výtvarný styl

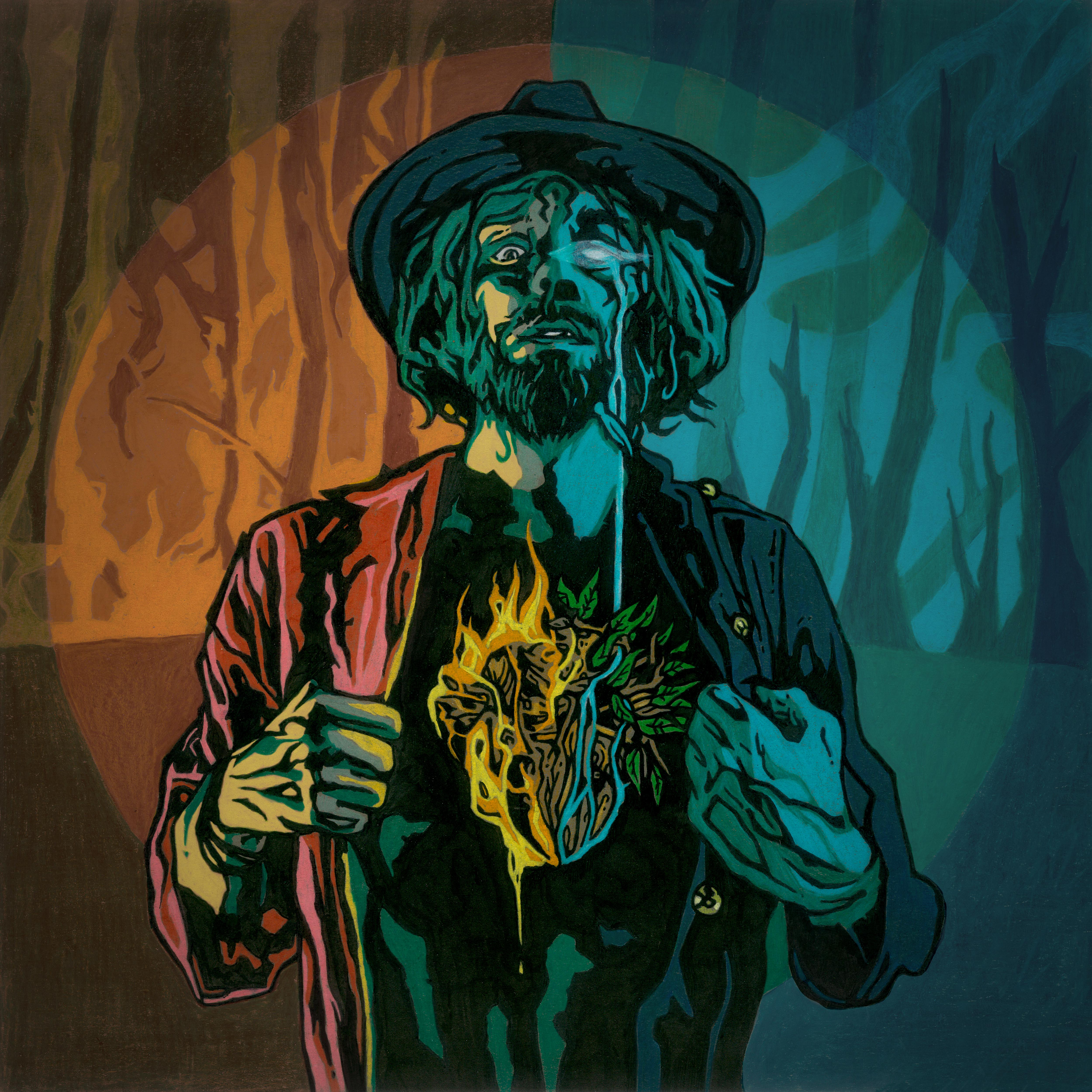
Artwork k písni Pan Pyroman

Výtvarný rukopis Michala Skořepy pro projekt Pan Lynx je silně inspirován komiksem. Pro artworky k deskám je nejčastěji užita technika lihových fixů a pastelek. Kompozičně jsou artworky k deskám koncipovány se středovou mandalovitou kompozicí. Pro animaci postavy Pana Lynxe je nejčastěji používán tablet. Tak či onak je každá Lynxova podoba tvořena postaru ručně. Vizuál videoklipů je rovněž tak, jako hudba inspirován retrem devadesátých let, Karlem Zemanem a hravou hororovostí Tima Burtona. 

## Filosofie a poselství Pana Lynxe
Pan Lynx začal meditací na objevení vnitřního zvířete, které se Michal Skořepa zúčastnil roku 2018. Jeho spirituálním zvířetem byl rys, latinsky Lynx Lynx. Na základě inspirace, kdy indiáni po celém světě používají své vnitřní silové zvíře jakožto průvodce a pomocníka ve svém individuálním růstu, vznikla rukou Skořepy kreslená postava Pana Lynxe.
Dalším silným vlivem se stala Červená Kniha Carla Gustava Junga, která pojednává o jeho spirituální krizi na cestě do temnoty za poznáním svého vlastního hlubinného vědomí. Na základě konfrontace se svými stíny pak přinese na světlo reality své skutečné dary a může tak naplnit jako duše v lidském těle vrchol svého potenciálu. Tento proces se nazývá individuace. Prostor nevědomí, do kterého je možno vstoupit je v případě Pana Lynxe reprezentován hlubokým temným lesem. Tématem první desky Kdo se bojí, musí do lesa bylo pro Skořepu dodání si odvahy spojit všechny své vlivy tím nejpravdivějším způsobem, ať už se jedná o kontrasty vizuální, hudební, nebo o texty písní. Právě tvoření bez kompromisů a s přijetím vlastních darů je hlavním poselstvím hudby Pana Lynxe. 

## Pan Lynx unplugged trio
Pan Lynx existuje vedle velké šestičlenné kapely rovněž v podobě akustického Unplugged tria ve složení Michal Skořepa – piano, vokály Jan Lichtenberg – akustická kytara, vokály, Luboš Samek – perkuse. V tomto provedení se dostává skladbám Pana Lynxe často výrazně jiných a intimnějších aranží. 

## Koncertní sestava
- Michal Skořepa - vokály, cigarbox, akustická kytara
- Jan Lichtenberg - vokály, elektrická kytara kytara, cigarbox, akustická kytara
- Josh Root - vokály, elektrická kytara, cigarbox, akustická kytara
- Zdeněk Imramovský - basová kytara
- Filip Vavřička - klavír
- Luboš Samek - bicí

## Diskografie
- Kdo se bojí, musí do lesa (2023)

## Videoklipy
- 2021 - Výlety do temnoty [12]
- 2023 - Cililynx [13]
- 2024 - Parawolizovanej [14]
- 2025 - Kdo se bojí, musí do lesa [15]

## Fotogalerie

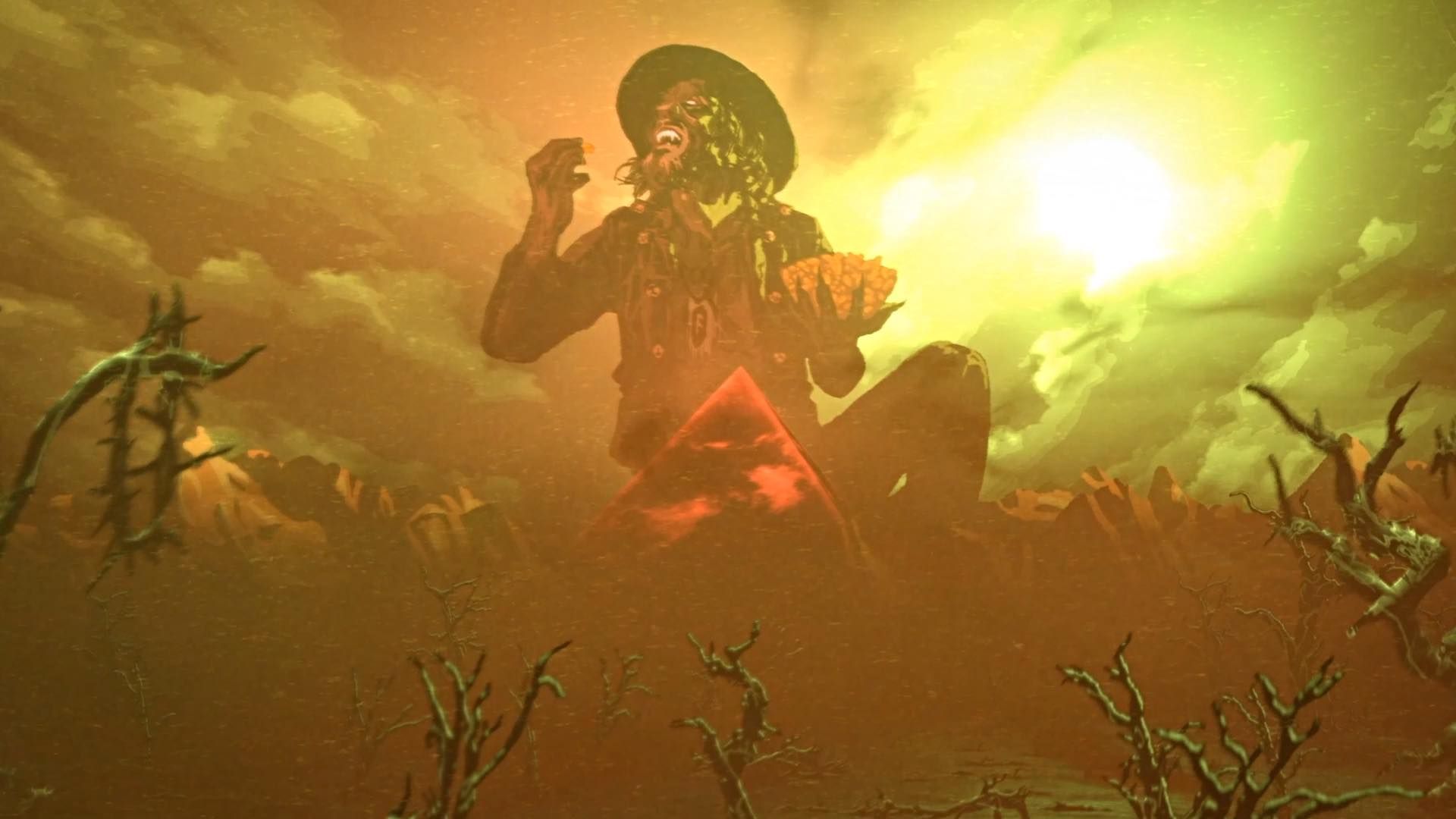
Videoklip Výlety do temnoty 2021
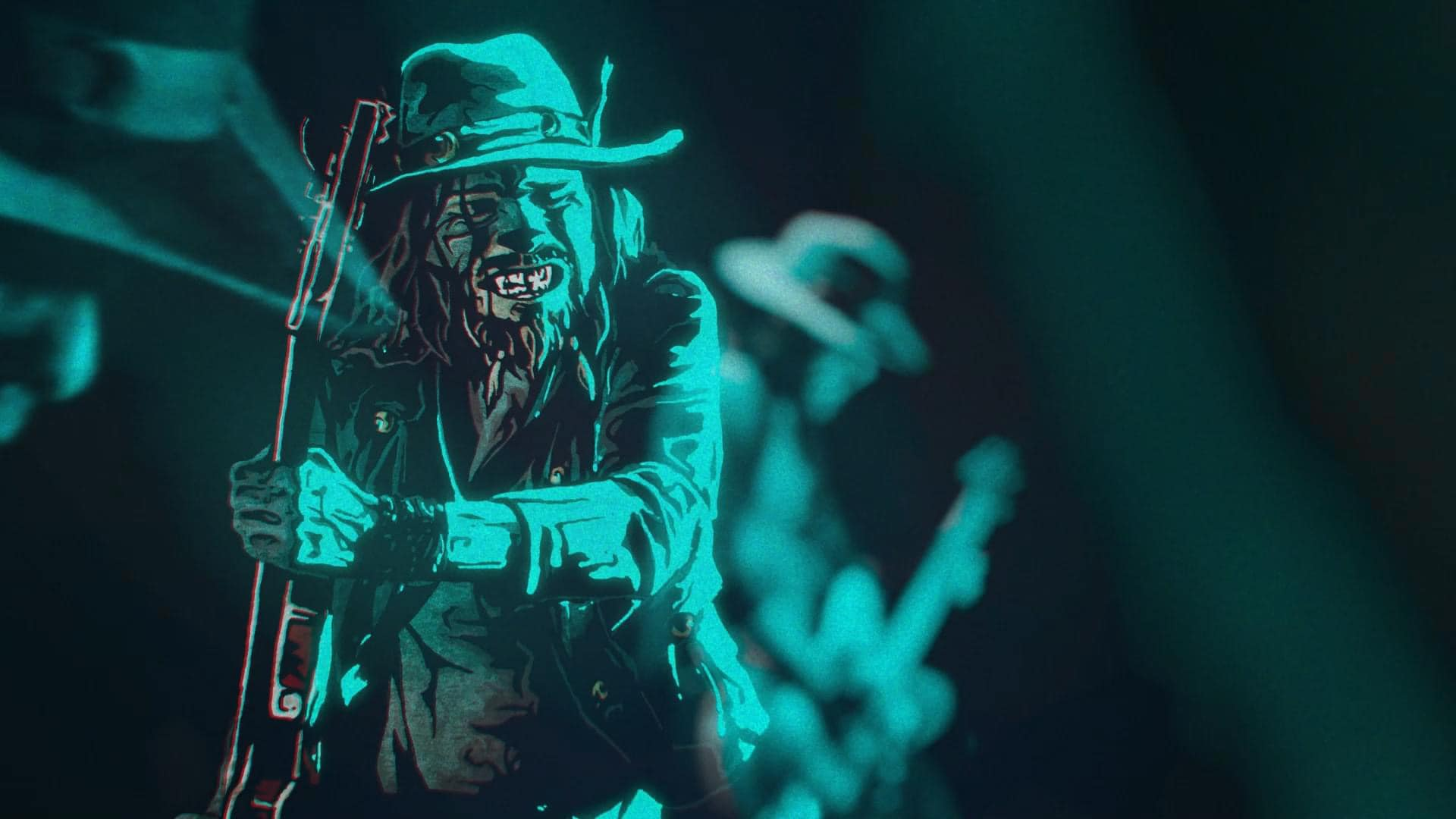
Videoklip Cililynx 2023
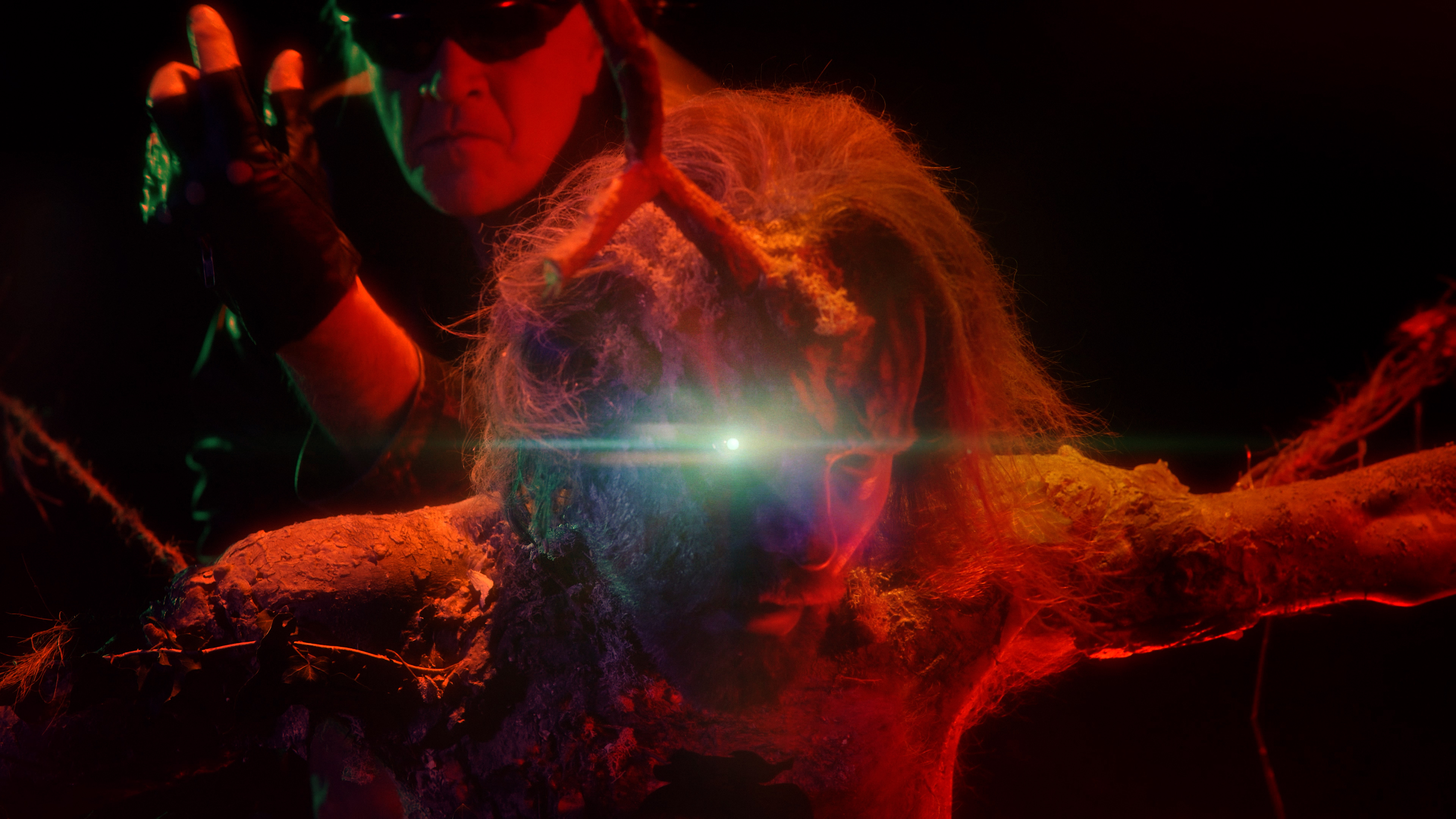
Videoklip Kdo se bojí, musí do lesa (S Michaelem Kocábem) 2025
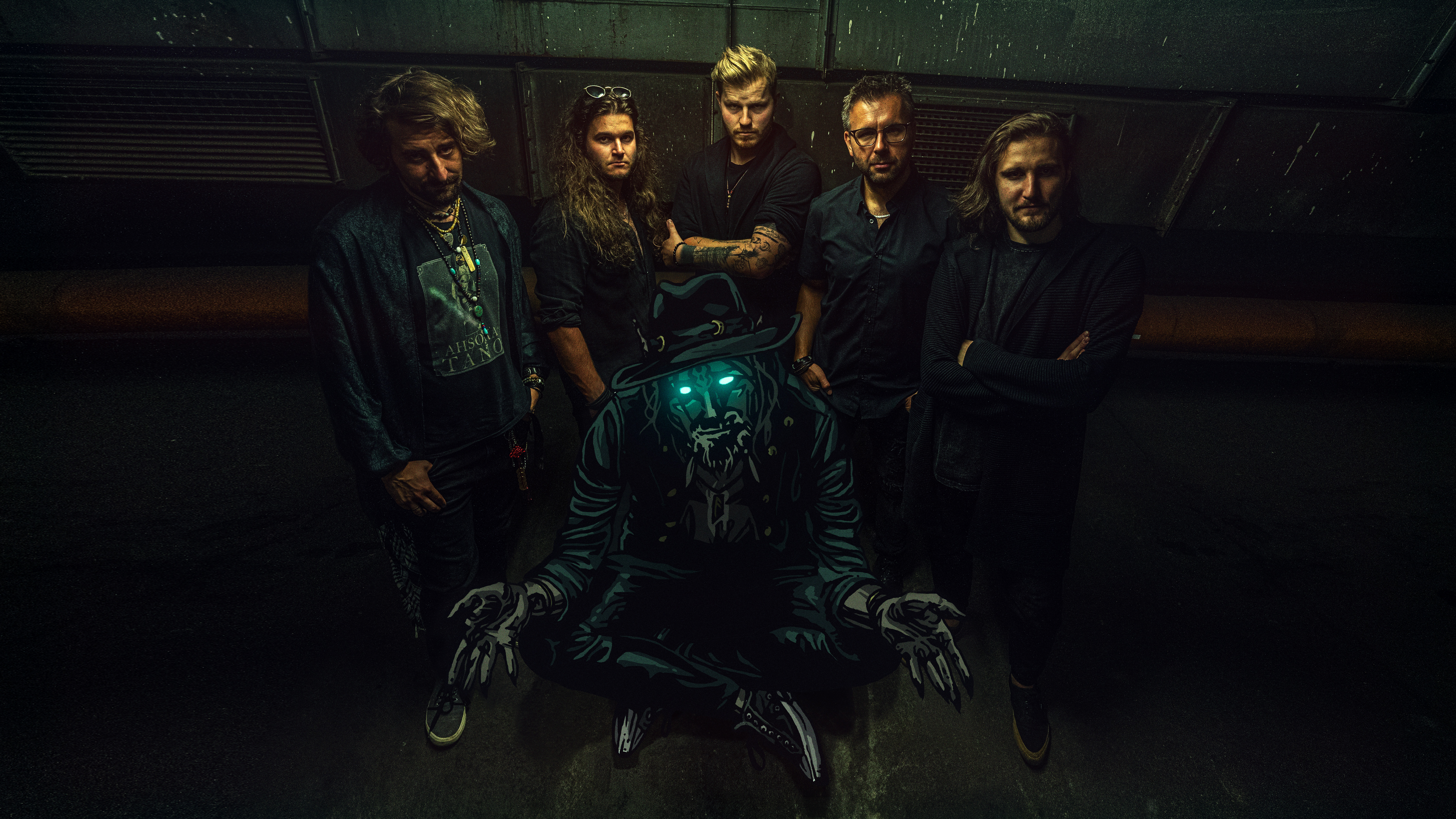
Pan Lynx a kapela, zleva: Jan Lichtenberg, Filip Vavřička, Josh Root, Zdeněk Imramovský a Luboš Samek
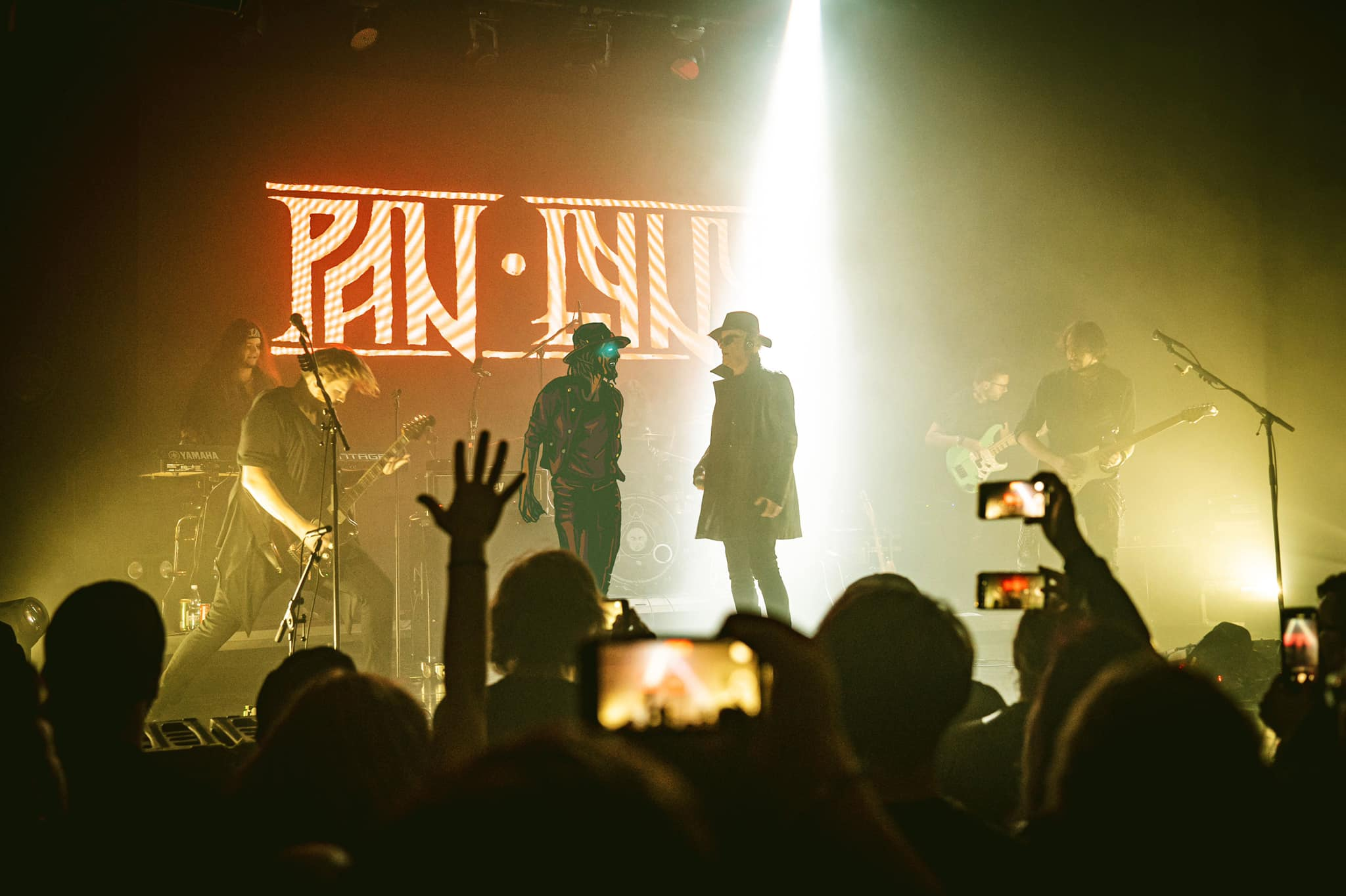
Pan Lynx s Michaelem Kocábem - Palác Akropolis 2023
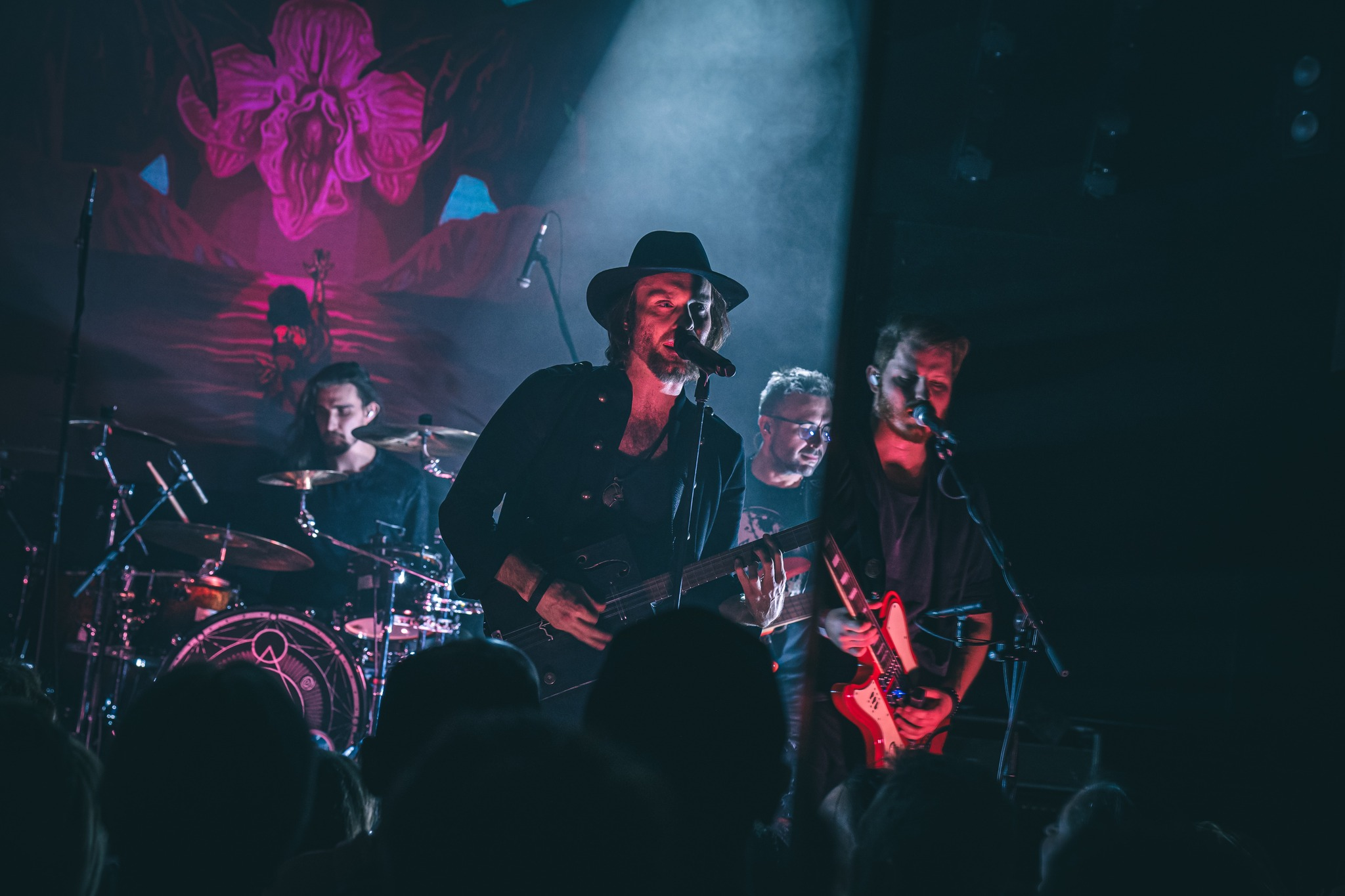
Pan Lynx - Lucerna Music Bar 2024